# Ismene (Tochter des Asopos)
Ismene (altgriechisch Ἰσμήνη Ismḗnē) ist in der griechischen Mythologie eine thebanische Najade, die Tochter des Flussgottes Asopos.
Im Mythos ist sie genealogisch mit Io verbunden. Einerseits gilt sie als Gattin des argivischen Königs Argos, Mutter des Iasos und damit Großmutter der Io, andererseits wird sie als Mutter des Ungeheuers Argos genannt, der auf Heras Geheiß die in eine Kuh verwandelte Io bewachen muss.
Ihre Einbindung in die mythische argivische Genealogie wurde, wie die Einbindung der gleichnamigen thebanischen Heroine in den Oidipusmythos, erst spät vorgenommen, sodass ein gemeinsamer Ursprung von beiden angenommen wird.
Auf einem Relief in Neapel finden sich die drei Chariten gemeinsam mit vier Nymphen abgebildet, die inschriftlich als Ismene, Kykais, Erann[o] und T[e]lonessos ausgewiesen sind.